# サンゲツ
株式会社サンゲツ（英: Sangetsu Corporation）は、愛知県名古屋市西区に本社を置く、インテリア商品を扱う専門商社である。カーテン、壁紙、床材などを総合的に扱い、インテリア業界の最大手として知られる。創業は嘉永年間と古く、表具店「山月堂」が始まり。東京証券取引所プライム。

## 沿革
- 1849年（嘉永2年）：サンゲツの前身となる「山月堂」創業[5]。
- 1946年（昭和21年）：ふすま材料を扱う[5]。
- 1953年（昭和28年）：株式会社山月堂商店を設立[5]。
- 1970年（昭和45年）：株式会社サンゲツに社名変更[5]。シンボルマークは亀倉雄策がデザインし立体的にした紙のイメージと壁のイメージを合わせたものとした[6]。
- 1981年（昭和56年）：カーテン販売開始[5]。
- 1982年（昭和57年）：カーペット販売開始[5]。
- 1984年（昭和59年）：全国ネットでCM放送を開始[5]。
- 1996年（平成8年）：ニューヨーク、シンガポールに営業所を開設[5]。東証一部上場[5]。
- 2005年（平成17年）：会社のロゴを一新。（マークを水色一色から多色へ変更、並びにフォントを変更。）、株式会社サングリーンを子会社化[5]。
- 2008年（平成20年）：山田照明株式会社を子会社化[5]。
- 2015年（平成27年）
  - 3月：山田照明株式会社の株式を追加取得し、100%子会社化[7]。
  - 10月：ウェーブロックホールディングス株式会社の株式22.2%を取得し、持分法適用関連会社化[8]。
- 2016年（平成28年）
  - 4月：会社のロゴを約11年振りに一新。（長年使用し続けているマークはロゴの後ろに表記され、大文字の「SANGETSU」から小文字の「sangetsu」に変更。同時に、コーポレートスローガン「joy of design 」を制定。）[9]
  - 6月：英文社名をSANGETSU CO., LTD.からSangetsu Corporationに変更[5]。
  - 11月：米国の壁装材大手コロシール・インテリア・プロダクツ・ホールディングスの全株式を取得し子会社化[10]。
- 2017年（平成28年）
  - 1月：東洋紡グループのフェアトーン株式会社の全株式を取得し子会社化[5][11]。
  - 12月：シンガポールの内装材販売会社Goodrich Global Holdings社の全株式のうち70%を取得し子会社化[1]。
- 2019年（平成31年）4月5日：山田照明株式会社の全株式をオーデリック株式会社に譲渡[12]。
- 2021年（令和3年）
  - 1月15日：子会社のGoodrich Global Holdings社の株式のうち30%を追加取得し完全子会社化[13]。
  - 3月31日：ウェーブロックホールディングス株式会社の子会社である株式会社ウェーブロックインテリア（現:クレアネイト株式会社）の全株式のうち51%を取得し子会社化。同日、ウェーブロックホールディングス株式会社との業務提携を解消[14]。
- 2022年（令和4年）9月：有限会社クロス企画（現・株式会社クロス企画）の全株式を取得し子会社化[1]。
- 2024年（令和6年）7月：シンガポールのD’Perception Pte.Ltd.およびそのグループ会社を合わせての株式の過半数を取得し子会社化[1][15]。
- 2025年（令和7年）4月：株式会社SDSの全株式を取得し子会社化[16]。

## 主な取扱商品
カーテン、壁装材（クロス）、床材（カーペット、カーペットタイル、フロアタイル、クッションフロア、長尺塩ビシート、フローリングなど）、椅子生地、その他作業用具など。

## 事業所
（2022年12月現在）
- 本社：名古屋市西区幅下1-4-1
- 北海道支社：札幌市中央区南4条西10丁目1004-2 SYOKUSANビル3F[17]
- 東北支社：宮城県仙台市若林区六丁目字南98-1[17]
- 北関東支社：埼玉県さいたま市大宮区吉敷町4-262-16 マルキュー大宮ビル8F[17]
- 東京支社：東京都品川区東品川3-20-17[17]
- 中部支社：本社と同じ[17]
- 関西支社：大阪府大阪市中央区本町4-3-9 本町サンケイビル15F[17]
- 中国四国支社：広島県広島市中区鉄炮町7-18 東芝フコク生命ビル1F[17]
- 九州支社：福岡県福岡市博多区東那珂1-11-11[17]
- 横浜支店：神奈川県横浜市中区不老町2-9-1 関内ワイズビル[17]
- 北陸支店：石川県金沢市大友2-101[17]
- 四国支店：香川県高松市多肥下町1507-14[17]
- 北東北営業所：岩手県盛岡市本宮6-7-48[17]
- 福島営業所：郡山市巳六段204 103号室[17]
- 群馬営業所：前橋市南町4-31-4 サングレイス前橋1F[17]
- 栃木営業所：宇都宮市元今泉2-20-1[17]
- 新潟営業所：新潟市中央区新光町5-1 千歳ビル1F[17]
- 茨城営業所：水戸市元吉田町76-1[17]
- 長野営業所：長野市大字高田259-2 昭和ビル4F[17]
- 東関東営業所：千葉県千葉市美浜区中瀬1-3 幕張テクノガーデンD棟7F[17]
- 多摩営業所：東京都立川市錦町5-18-5[17]
- 厚木営業所：神奈川県厚木市旭町2-8-21 YSビル1F-A[17]
- 岐阜営業所：岐阜市茜部大川2-25-1[17]
- 岡崎営業所：愛知県岡崎市大西1-16-3[17]
- 静岡営業所：静岡市葵区黒金町61-5 中西ビル2F[17]
- 京都営業所：京都市右京区西京極東大丸町26[17]
- 神戸営業所：兵庫県神戸市中央区浜辺通2-1-30 三宮国際ビル3F[17]
- 東大阪営業所：大阪府東大阪市長田東1-2-13 トクヤス永田ビル2F[17]
- 南大阪営業所：大阪府堺市北区中百舌鳥町5-758 AKIBOビル2F[17]
- 岡山営業所：都窪郡早島町矢尾836[17]
- 北九州営業所：福岡県北九州市小倉北区片野新町3-1-2 メディプラカーサ101号[17]
- 熊本営業所：熊本市南区平成2-4-12[17]
- 南九州営業所：鹿児島県鹿児島市武2-26-5[17]

## ショールーム
（2022年12月現在）
- 仙台ショールーム：東北支社と同じ[17]
- 品川ショールーム：東京都港区港南2-16-4 品川グランドセントラルタワー4F[17]
- 金沢ショールーム：北陸支店と同じ[17]
- 名古屋ショールーム：本社・中部支社と同じ[17]
- 大阪ショールーム：大阪市北区梅田2丁目5番25号 ハービスOSAKA4F[17]
- 広島ショールーム：中国四国支社と同じ[17]
- 福岡ショールーム：九州支社と同じ[17]
- 沖縄ショールーム：宜野湾市字大謝名215 レキオススクエア宇地泊2F[17]

## 関連会社
- 国内
  - サングリーン株式会社[1]（エクステリア製品の専門商社）
  - フェアトーン株式会社[1]（内装関連(仕上・総合工事)）
  - 株式会社サンゲツヴォーヌ[1]（インテリアファブリック商材の企画・販売）
  - 株式会社サンゲツ沖縄[1]（沖縄県内でのサンゲツ商品やインテリア商材の販売）
  - クレアネイト株式会社[1]（壁紙の製造・販売及びインテリア関連商品の販売）
  - 株式会社壁装（内装仕上工事の設計施工）
  - 有限会社クロス企画（インテリア関連商品の配送および管理）
  - 株式会社SDS（インテリア関連商品の出荷および発送）
- 海外
  - Koroseal Interior Products Holdings, Inc.[1]（コロシール・インテリア・プロダクツ・ホールディングス、北米における壁装材の製造・販売）
  - Metro Acquisition 2004, Inc.（カナダにおける壁装材の販売）
  - Goodrich Global Holdings Pte., Ltd.[1]（グッドリッチ・グローバル・ホールディングス、東南アジアにおけるインテリア商材の販売）
  - Sangetsu Goodrich China Co.,Ltd.（サンゲツ・グッドリッチ・チャイナ、中国におけるインテリア商材の販売）
  - Goodrich Global Limited[1]（グッドリッチ・グローバル、中国・香港におけるインテリア商材の販売）
  - Sangetsu Goodrich Vietnam Co., Ltd.（サンゲツ・グッドリッチ・ベトナム、ベトナムにおけるインテリア商材の販売）
  - Sangetsu Goodrich (Thailand) Co., Ltd.（サンゲツ・グッドリッチ・タイランド、タイにおけるインテリア商材の販売）
  - Goodrch Global Sdn. Bhd（グッドリッチ・グローバル、マレーシアにおけるインテリア商材の販売）

## 歴代CM出演者
- 押阪忍
- 沢口靖子
- 安達祐実
- 黒木瞳
- 鈴木杏樹
- 黒谷友香
- 星野真理
- マイコ
- 渡辺篤史
- 夏居瑠奈
- 鈴木福
- 山本美月
- 石井杏奈

## スポンサー番組

### 現在
- ※現在の提供番組は無し。

### 過去
- 木曜ゴールデンドラマ（よみうりテレビ）[注釈 1]
- ドラマシティ（よみうりテレビ）
- 金曜ロードショー → 金曜ロードSHOW!（日本テレビ系列）※1992年7月から2015年3月まで[注釈 2][注釈 3][注釈 4]
- 真相報道 バンキシャ!（日本テレビ系列）※2015年4月より2016年9月まで[注釈 5]
- クイズ赤恥青恥（テレビ東京）
- 全国高等学校クイズ選手権（第13回〜第14回）（日本テレビ系列）
- 天才!志村どうぶつ園（RBCテレビ・土曜9:30 - 10:25） ※2013年4月より。
- 沖縄BON!!（RBCテレビ・土曜12:00 - 12:54）
- サンデーモーニング（RBCテレビ・提供枠は9時台ローカル） ※2013年4月より。

主に日本テレビ系列での番組提供・CM放映が多く、『金曜ロードショー』では22年9ヶ月間にわたり提供し続けた。2015年4月からは『真相報道 バンキシャ!』に移行し現在に至る。